# 鐮鰭吻鱥
鐮形吻鱥（学名：Rhinichthys falcatus）为輻鰭魚綱鯉形目雅羅魚科吻鱥屬的其中一種，分布於北美洲加拿大卑詩省及美國奧勒岡州、華盛頓州、愛達荷州的菲沙河與哥倫比亞河流域，體長可達12公分，棲息在中小型河川的礫石激流區或湖泊岩岸或湖泊岩岸，屬肉食性，以昆蟲為食。